# ケベック法
ケベック法（英語: Quebec Act, フランス語: Acte de Québec）は1774年にイギリス議会において可決され、翌75年5月1日より発効したイギリス領北アメリカのケベック植民地の統治に関する法律である。
法の主な構成要素は
- 現在のオンタリオ州、イリノイ州、インディアナ州、ミシガン州、オハイオ州、ウィスコンシン州とミネソタ州を含むインディアン居留地（1763年）の一部を買収することで実現される領域の拡大。
- プロテスタントの信仰に対する言及はしないという誓約。
- カトリック信仰と自由な行動の保証。
- 刑事告発を含む行政のためにイギリスのコモン・ローが発動される期間に民事裁判を実行する際、フランス民法の使用の承認。

## 背景
七年戦争の後、勝利したグレートブリテン王国（現在のイギリス）は、講和条約であるパリ条約を締結した。この条約に従い、ヌーベルフランスとして知られている北アメリカのミシシッピ川東部の広大な領域の代わりに、フランス王国は砂糖の生産で重要な拠点であるグアドループとマルティニークを保持することを選択した。当時、ニューフランスでは、大量に生産されたのはビーバーの毛皮のみであったので重要な地域とみなされることはなかった。セントローレンス川沿岸の領土はフランスによって「カナダ」と名付けられたが、イギリスによりその地域の中心都市名と同じ「ケベック」に改称された。
カナダ人は後にイギリス国民となるが、いかなる公共機関に入るにも彼らのカトリック信仰を拒絶し、カトリック信仰をしないという誓約をさせる内容のテストを受験させた。
植民地南部でカトリック教徒の不満が爆発しアメリカ独立革命を招いてしまったので、イギリス人はフランス系カナダ人も反乱を起こすのではないかと危惧した。フランス系カナダ人はケベック植民地の人口の大多数を占め（99%以上といわれている）、イギリス人移民が成功することはなかった。おおよそ7万人のフランス系カナダ人の忠誠を獲得するためにまず、当時の知事であったジェームズ・マレーと後の知事であるガイ・カールトンらは行動の必要性を説いた。それまでの数々の矛盾点が結局このケベック法に落ち着いた。

## ケベック州への影響

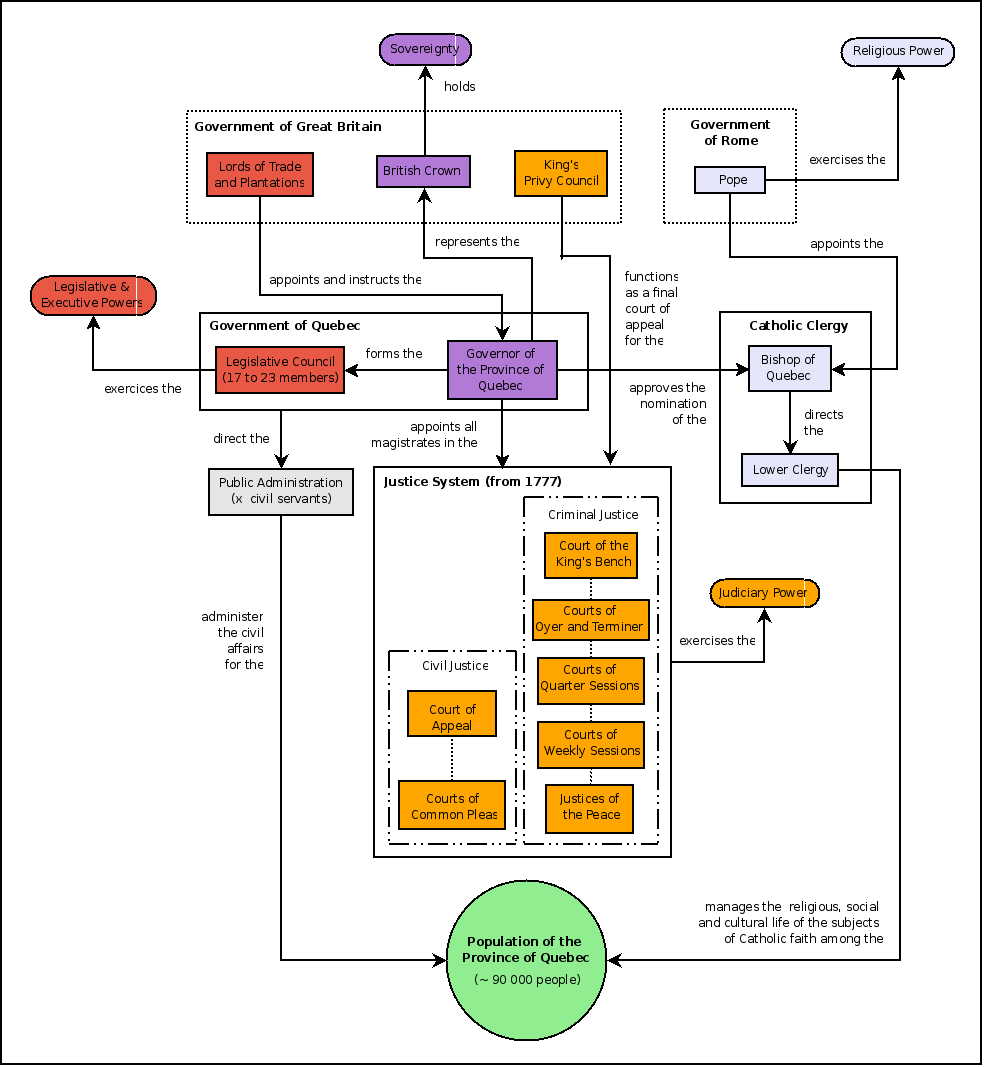
ケベック州の政治構造(1775年)

ケベック法は1763年以降廃止されていた私法における元来のフランス流の慣習を回復し、公共機関の職員にカトリックの信仰を許可した。それは、「国王至上の誓い」の対象がエリザベス1世とその後継者からプロテスタント信仰に対する言及をしていないジョージ3世に代わったことを意味している。つまり、イギリスの植民地になったときからフランス系カナダ人は植民地政府の業務に参加することができたということである。しかしながら、選挙によって選ばれた立法府は存在しなかった。（行政区は、指定された知事と立法審議会によって支配されることになっていた。）この結果、アメリカの革命家たちはアメリカ独立革命の間カナダ人から援助を得ることに失敗している。最終的に、ミシシッピ川東部とオハイオ川北部はケベックに編入された。
ケベック法の影響
領域ケベックはミシシッピ川上流とオハイオ川方面つまり西方へと拡大された。ケベック州は現在、元の大きさの約3倍となっている。
政治カトリック教徒は現在、常設の機関で承認されているが選挙によって選ばれた立法府は存在しない。行政区は、指定された知事と立法審議会によって支配されることになっている。
法律伝統的なフランスの私法が回復された。
宗教十分の一税を徴収することができた。また、追放されたイエズス会の宣教師たちはケベックの地に戻ってくることが許された。
土地利用郡区制よりむしろ荘園制が復活してしまった。

## 13植民地への影響
ケベック法がカナダ人の忠誠をイギリスに保障するために大きな役割を果たしたのは明確であるが、予期せぬ結果が待ち受けていた。それはアメリカの入植者に｢耐え難き諸法」の一つと位置づけられ、アメリカ独立革命を起こさせてしまったということである。
アメリカの入植者たちもまたケベック法の条項に一定の関連を持っていった。ひとつにはオハイオ居住者が自由にカトリックを信仰することができるようになったということである。ヴァージニアからの移住者とほかの植民地はすでにその効果範囲に入っていた。土地開発を行う企業は先住民を追放し土地を利用するために、すでに組織されていた。ジョージ・ワシントンやダニエル・ブーンといったアメリカ独立革命の指導者が、1763年宣言などの条約で認められたインディアンなどと共にイギリスの条約、法律などに縛られない政府を確立することで利益を得た真の土地の投機者であった。アメリカ人はカトリック信仰を奨励し、自由と権利を与える条項の存在するケベック法を非難した。特に、ニューヨークやペンシルベニア、ヴァージニアの植民地政府はオハイオ川地域はケベックに帰属する、そして自分たちへのいかなる特権も認められないという条項に憤りを募らせた。